# Коренівський район
Коренівський район — район у Краснодарському краї Росії. Адміністративний центр — місто Коренівськ. Площа 1433 км². Населення 85,9 тис. осіб.
Район межує на півночі з Брюховецьким, на сході з Виселківським, на заході з Тимашевським, на півдні з Дінським і Усть-Лабинським районами.

## Географія
Рельєф району характеризується як рівнинний із слабим ухилом на захід і північний захід. Абсолютні висоти знаходяться в межах 70-90 м. Клімат — помірно континентальний з середньою температурою повітря +10,2 °C. Середньомісячна температура січня становить −3 °C, липня +23 °C. Район розташований в зоні нестійкого зволоження. Середньорічна кількість опадів становить 521 мм. Пануючі вітри північно-східні. Територія району схильна до дії суховіїв і запорошених бурь.
Основну частину території (90%) ґрунтового покриву району складають карбонатні чорноземи і слаболужні землі. Товщина гумусового шару коливається від 115 до 137 сантиметрів.

## Економіка
Район є аграрним. Великі підприємства харчової галузі:
- молочно-консервний комбінат (ЗАО «Кореновск МКК»)
- цукровий завод (ОАО «Кореновск сахар»)

## Муніципальний поділ
| Назва МУ                           | Площа (км²) | Населення (тис. осіб) | Населені пункти |
| ---------------------------------- | ----------- | --------------------- | --- |
| Коренівське міське поселення       | 32,45       | 42,48                 | м. Коренівськ, сел. Мирний, сел. Южний, х. Свободний, х. Мальованний                                                                         |
| Платніровське сільське поселення   | 197,58      | 13,29                 | станиця Платніровська, х. Левченко, х. Казачий                                                                                               |
| Сергієвське сільське поселення     | 105,26      | ?                     | станиця Сергієвська, х. Нижній, х. Тищенко                                                                                                   |
| Раздольненське сільське поселення  | 80,60       | 3,90                  | станиця Раздольна, х. Верхній |
| Бураковське сільське поселення     | ?           | ?                     | х. Бураковський |
| Журавское сільське поселення       | 118,37      | 3,42                  | станиця Журавська, х. Казаче-Малёваный |
| Братковське сільське поселення     | 114,00      | 2,83                  | село Братковське, х. Журавський |
| Новоберезанське сільське поселення | ?           | ?                     | сел. Пещаний, сел. Комсомольський, сел. Раздольний, сел. Привольний, сел. Братський, сел. Пролетарський, сел. Новоберезанський, х. Анапський |
| Пролетарське сільське поселення    | 95,83       | 2,81                  | х. Бабиче-Коренівський, х. Пролетарський |
| Дядьковське сільське поселення     | 154,33      | 4,60                  | станиця Дядьковська, х. Сєверний |